# Prionus aureopliosus
Prionus aureopliosus is een keversoort uit de familie boktorren (Cerambycidae). De wetenschappelijke naam van de soort is voor het eerst geldig gepubliceerd in 1982 door Fragoso & Monné.